# Религия в Варшаве
На территории Варшавы действуют несколько десятков религиозных общин и организаций различных традиций. В списке зарегистрированных официально религиозных обществ Мазовецкого воеводства числится 17 организаций, в отношении которых Сейм принял особые права и законы, 144 общества вписанных в реестр и 42 общества, которые, по различным причинам, в реестр не внесены по решениям Министерства внутренних дел и администрации Польши.

## Религиозные организации, в отношении которых Сейм принял особые права и законы

### Римско-католическая церковь
Действует на основании конкордата, заключённого между Святым Престолом и Польской Республикой, подписанному в Варшаве 28 июля 1993 года. Архиепископ-митрополит Варшавский Его Высокопреосвященство кардинал Юзеф Глемп, примас Польши. Адрес — сквер ксёндза кардинала Стефана Вышинского № 6.

#### Структура в Варшаве
- Архиепархия Варшавы (кардинал Казимеж Ныч) — 86 приходов в границах города[4]. Кафедральным собором является церковь святого Иоанна Крестителя.

- Деканат Старого города
- Деканат Белянский
- Деканат Елоньский
- Деканат Мокотувский
- Деканат Муранувский
- Деканат Охотский
- Деканат Служевский
- Деканат Средместья
- Деканат Свянтокжыский
- Деканат Урсуский
- Деканат Урсыновский
- Деканат Вилянувский
- Деканат Вольский
- Деканат Жолибожский

- Епархия Варшавы-Праги (епископ Хенрик Хосер) — 51 приход в границах города[5]. Кафедральным собором является Собор святых Михаила и Флориана. Сокафедральный собор Пресвятой Девы Марии.

- Деканат Анинский
- Деканат Бродновский
- Деканат Гроховский
- Деканат Пражский
- Деканат Рембертувский
- Деканат Тархоминский

### Армянская католическая церковь
Действует на основании решения Сейма от 17 мая 1989 года об отношении государства к католическим церквям и декрета кардинала Казимежа Ныча от 20 ноября 2009 года. Ординарий для верующих восточного обряда кардинал Казимеж Ныч. Адрес — Краковское предместье № 62.

#### Структура в Варшаве
- Армянская центральная парафия в Варшаве (парох Артур Авдалян). Парафиальным собором является Костёл непорочного зачатия пресвятой Девы Марии.

### Украинская грекокатолическая церковь
Действует на основании решения Сейма от 17 мая 1989 года об отношении государства к католическим церквям. Верховный архиепископ Киево-Галицкий Святослав Шевчук. Адрес — ул. Баштова № 13, Пшемысль.

#### Структура в Варшаве
- Перемышльско-Варшавская архиепархия (архиепископ митрополит Ян Мартыняк[7]). В Варшаве находится сокафедральный собор Успения Пресвятой Богородицы.

### Польская православная церковь
Действует на основании решения Сейма от 4 июля 1991 года об отношении государства к польской православной церкви. Предстоятель Польской православной церкви Митрополит Савва. Адрес — Аллея Солидарности № 52.

#### Структура в Варшаве
- Варшавская и Бельская епархия (митрополит Савва). Кафедральным собором является Собор святой Марии Магдалины.

### Евангелическо Реформатская Церковь Польши
Действует на основании решения Сейма от 13 мая 1994 года об отношении государства к евангелическо-реформатской церкви. Председатель консистории Павел Вольский-Бродзиньский. Адрес — Аллея Солидарности № 76а.

#### Структура в Варшаве
- Варшавская евангелическо реформатская парафия (парох пастор Михал Яблоньский). Парафиальным является костёл при дворце Дзялыньских[10].

### Евангелическо Аугсбургская Церковь Польши
Действует на основании решения Сейма от 13 мая 1994 года об отношении государства к евангелическо-аугсбургской церкви. Руководитель церкви епископ Ежи Самец. Адрес — ул. Мёдова № 21.

#### Структура в Варшаве
- Варшавский диоцез евангелическо аугсбургской церкви (парох Ян Цеслар). Диоцезным является Костёл святых Петра и Павла в Пабьяницах.

### Евангелическо Методистская Церковь Польши
Действует на основании решения Сейма от 30 июня 1995 года об отношении государства к евангелическо-методистской церкви. Руководитель церкви епископ Эдвард Пуслецкий. Адрес — ул. Мокотувска № 12.

#### Структура в Варшаве
- Восточный округ евангелическо методистской церкви Польши (суперинтендант Збигнев Каминьский). Центральной в Варшаве является Часовня Доброго Пастора.

### Старокатолическая церковь мариавитов в Польше
Действует на основании решения Сейма от 20 февраля 1997 года об отношении государства к старокатолической мариавитской церкви. Главный епископ Михал Ремигиуш Мария Людвик Яблоньский. Адрес — ул. Казимира Великого № 27, Плоцк.

#### Структура в Варшаве
- Варшавско—плоцкий диоцез старокатолической мариавитской церкви Польши (диоцезиальный епископ Яблоньский). Главный костёл Храм Милосердия и Милости в Плоцке.

- Приход Богоматери Неустанной Помощи в Варшаве. Капелан Марек Мария Кароль Баби. Парафиальным является костёл Богоматери Неустанной Помощи.

### Католическая церковь мариавитов в Польше
Действует на основании решения Сейма от 20 февраля 1997 года об отношении государства к католической мариавитской церкви. Главная сестра-епископ Мария Беатриче Шульгович. Адрес — в Фелицианове около Плоцка.

#### Структура в Варшаве
- Варшавская кустодия католической мариавитской церкви Польши (епископ Ханна Мария Рафаэла Воиньска) — в Варшаве 6 приходов. Главная часовня Богоматери Неустанной Помощи на улице Бруно Шульца № 5.

### Древлеправославная поморская церковь
Действует на основании распоряжения президента Польши от 28 марта 1928 года. Председатель верховного религиозного совета — Мечислав Терентьевич Капланов. Адрес — ул. Сейненская № 37а, Сувалки. Административной структуры, в том числе и для Варшавы, не имеет. Постоянной молельни в Варшаве нет.

### Мусульманский религиозный союз Польши
Действует на основании решения Сейма от 21 апреля 1936 года. Великий муфтий польских мусульман Томаш Мискевич. Адрес — в Белостоке.

#### Структура в Варшаве
- Мусульманская религиозная община в Варшаве (имам Махмуд Мухаммед Муса). В Варшаве имеется мечеть.

### Караимский религиозный союз Польши
Действует на основании решения Сейма от 21 апреля 1936 года. Глава управления союза профессор Шимон Пилецкий. Адрес — ул. Оседле Приязнь № 161. Последняя в Польше кенасса во Вроцлаве была закрыта в 1989 году. В Варшаве имеется 41 член союза.

### Польско-католическая церковь
Действует на основании решения Сейма от 30 июня 1995 года. Главный епископ Виктор Высочанский. Адрес — ул. Балонова № 7.

#### Структура в Варшаве
- Варшавский диоцез польско—католической церкви (викарий-епископ Анджей Гонтарек). Кафедральным собором является собор Св. Духа.

- Варшавско-лодзинский деканат — 2 прихода в Варшаве.

### Церковь адвентистов седьмого дня
Действует на основании решения Сейма от 30 июня 1995 года. Глава церкви в Польше Павел Лазар. Адрес — ул. Фоксал № 8.

#### Структура в Варшаве
- Восточный диоцез адвентистов седьмого дня Польши (руководитель диоцеза Мирослав Карауда[22]). Главным костёлом является костёл на улице Фоксал № 8.

- Мазовецкий округ — 3 собрания и одна группа в Варшаве.

### Церковь христиан баптистов Польши
Действует на основании решения Сейма от 30 июня 1995 года. Председатель совета церкви в Польше пастор др. Матеуш Вихары. Адрес — ул. Валицув № 25.

#### Структура в Варшаве
- Центральный округ христиан баптистов Польши (председатель совета округа пастор Лешек Вакула). В Варшаве имеется 5 общин церкви, из которых одна русскоязычная (в здании Совета).

### Союз еврейских общин Польши
Действует на основании решения Сейма от 20 февраля 1997 года. Президент Союза Пётр Кадлчик. Адрес — ул. Тварда № 6.

#### Структура в Варшаве
- Еврейская религиозная община в Варшаве (главный раввин Варшавы Михаэль Йосеф Шудрих). Синагога общины — Синагога Ножиков.

### Церковь пятидесятников Польши
Действует на основании решения Сейма от 20 февраля 1997 года. Главный пресвитер епископ Марек Каминьский. Адрес — ул. Сиенна № 68/70.

#### Структура в Варшаве
- Центральный округ церкви пятидесятников Польши (пресвитер округа пастор Пётр Карась). 4 собрания в Варшаве.

## Организации, вписанные в реестр церквей и религиозных обществ
Всего таких организаций, имеющих отделение или отдельных членов в Варшаве, 144. Далее приводятся те из них, штаб-квартира которых находится в Варшаве:
| № в реестре | Название                                                                   | Лидер в Польше             | Адрес в Варшаве                 | Дата внесения в реестр |
| ----------- | -------------------------------------------------------------------------- | -------------------------- | ------------------------------- | ---------------------- |
| 7           | Объединение идеи польских братьев                                          | Роберт Кисель              | ул. Новогрудзка № 19/20         | 19.01.1990             |
| 8           | Церковь Иисуса Христа Святых последних дней                                | Лоуренс Гуй Левис          | ул. Вольска № 142               | 11.01.1990             |
| 9           | Союз чань-буддизма «Бодхидхарма»                                           | Мацей Калькус              | ул. Фильмова № 32               | 07.04.1990             |
| 12          | Школа Дзэн «Кван Ум»                                                       | Александра Портер          | ул. Малувейска № 24             | 11.01.1990             |
| 21          | Буддистское товарищество Сангха «Кандзэон»                                 | Малгожата Браунек          | ул. Гусарии № 32                | 31.01.1990             |
| 22          | Всемирный духовный университет Брахма Кумарис                              | Халина Парадела            | ул. Ясельска № 1                | 15.01.1990             |
| 24          | Церковь христовых собраний                                                 | Вольдемар Анджей Баеньский | ул. Пулавская № 114 кв. 4       | 01.02.1990             |
| 27          | Церковь христиан евангелистов                                              | Генрик Кажелек             | ул. Загурна № 10                | 22.01.1990             |
| 28          | Церковь Бога во Христе                                                     | Анджей Намдзусяк           | ул. Чечота № 4 кв. 2            | 31.01.1990             |
| 31          | Ученики Святого Духа                                                       | Вероника Стампоровска      | ул. Ивицка № 38 кв. 36          | 31.01.1990             |
| 32          | Буддистское общество дзэн Каннон                                           | Изабелла Олейник—Козловска | ул. Стаффа № 34 кв. 18          | 31.01.1990             |
| 33          | Общество мусульманского единства                                           | Збигнев Жук                | ул. Пеньковского № 4 кв. 91     | 31.01.1990             |
| 35          | Объединённая церковь веры в Дух Святой объединённого мирового христианства | Томаш Весоловский          | ул. Тамка № 34 кв. 7            | 12.01.1990             |
| 38          | Религиозный союз товарищества христианской науки                           | Кристин Ольшевский         | ул. Хмельна № 7 кв. 15          | 22.01.1990             |
| 39          | Христианское собрание в Польской Республике                                | Павел Рац                  | ул. Торгова № 46 кв. 17         | 10.04.1990             |
| 40          | Библейский центр «Иисус является Богом»                                    | Томаш Задурович            | ул. Окиньского № 1 кв. 77       | 07.05.1990             |
| 50          | Мусульманское товарищество Ахмадийя                                        | Амир Хамид Карим Махмуд    | ул. Дымна № 17                  | 23.12.1990             |
| 68          | Движение новой жизни                                                       | Здзислав Миара             | ул. Польней Ружи № 1с           | 08.04.1992             |
| 69          | Религиозный союз веры бахаев в Польше                                      | Иоанна Репец               | ул. Новогрудзка № 18а кв. 4     | 17.04.1992             |
| 74          | Религиозная группа «Шри Видья»                                             | Адам Войтанек              | ул. Бонифратерска № 6 кв. 3     | 12.01.1993             |
| 76          | Церковь доброго пастора                                                    | Монер Шадед                | ул. Бьялозора № 3               | 04.05.1993             |
| 78          | Медитационное товарищество высочайшей госпожи Чинг Хай                     | Лукаш Кусь                 | ул. Добоша № 4/6 кв. 11         | 10.01.1994             |
| 86          | Евангелическое собрание «Бетель»                                           | Казимеж Муранты            | ул. Радзиминьска № 167          | 20.06.1994             |
| 88          | Общество «Древо оливы»                                                     | Марек Стефан Ежовский      | ул. Таргова № 14 кв. 43         | 20.07.1994             |
| 95          | Исконная польская церковь                                                  | Лех Стефаньский            | ул. Новолипки № 4 кв. 26        | 24.03.1995             |
| 96          | Христианская церковь глашатаев благой вести                                | Генрик Матусевич           | ул. Калиского № 41 кв. 116      | 16.05.1995             |
| 100         | Союз Гаруда в Польше                                                       | Томаш Шымошын              | ул. Пеньковского № 5 кв. 115    | 20.11.1995             |
| 101         | Варшавская христова церковь                                                | Давид Мротек               | ул. Чацкого № 3/5               | 20.11.1995             |
| 112         | Христианская варшавская церковь                                            | Анджей Войцеховский        | ул. Смуликовского № 6 кв. 8     | 06.05.1996             |
| 120         | Библейская баптистская церковь                                             | Ян Тольвинский             | ул. Шпотаньского № 22           | 30.10.1996             |
| 123         | Унитарианская церковь                                                      | Чеслав Глоговский          | ул. Сулейковска № 9/5           | 14.04.1997             |
| 124         | Урсиновское евангелистическое общество                                     | Павел Ярош                 | ул. Окемцка № 12 кв. 34         | 14.04.1997             |
| 125         | Польская церковь диалога                                                   | Мацей Бугай                | ул. Ленцевича № 6 кв. 8         | 05.05.1997             |
| 127         | Церковь «Миссия для Польши»                                                | Феликс Бычковский          | ул. Ф. Кавы № 42 кв. 8          | 26.05.1997             |
| 133         | Церковь Экклесии в Варшаве                                                 | Анджей Садовский           | ул. Марконих № 5 кв. 36         | 26.09.1997             |
| 135         | Религиозный союз «Эцканкар»                                                | Ядвига Хубченко            | аллея Солидарности № 64 кв. 104 | 17.11.1997             |
| 138         | Союз чань—буддистов                                                        | Павел Росцишевский         | ул. На убочью № 8 кв. 39        | 09.12.1997             |
| 146         | Религиозный союз «Польская христианская служба»                            | Дариуш Попиньский          | ул. Дземцелины № 5 кв. 208Е     | 13.07.1998             |
| 148         | Христианская церковь «Открытые двери»                                      | Эдвард Бруке               | ул. Гагарина № 5                | 15.10.1998             |
| 151         | Варшавская международная церковь                                           | Дариуш Януш Виногродзкий   | ул. Виллова № 1                 | 31.01.2000             |